# Umjetne suze
Umjetne suze su kapi za oči koje vlaže i podmazuju površinu oka, te se koriste za liječenje suhoće i nadražaja oka zbog smanjenog lučenja suza kod suhog keratokonjunktivitisa („suhe oči“). Također se koriste kod nošenja kontaktnih leća i kod pregleda oka.   
Umjetne suze koriste se zajedno s drugim načinima liječenja kod umjerenih do teških oblika suhog oka.

## Kemija
Pripravci umjetnih suza sadrže tzv. lubrikante, tvari koje podmazuju površinu oka i stabiliziraju suzni film, kao što su karboksimetil-celuloza, hidroksipropil-metilceluloza i hidroksipropil-celuloza. Osim toga, sadrže vodu, soli i polimere, ali nedostaju im proteini koji su normalan sastojak pravih suza. Pacijenti koji ih koriste češće od jednom u tri sata trebali bi izabrati vrstu umjetnih suza bez konzervansa ili pak s posebnim nenadražujućim konzervansima.

## Učinci
Primjena umjetnih suza svakih nekoliko sati može pružiti privremeno olakšanje od tegoba suhog oka. Hidroksipropil-celuloza stabilizira prekornealni suzni film (tj. tanak sloj suza na površini rožnice koji rožnicu čini glatkom i prozirnom), čini ga debljim, te produžuje trajnost suznog filma.

## Upotreba
Umjetne suze obično su prvi lijek u liječenju suhog oka. Dok je u blažim slučajevima potrebna primjena do četiri puta na dan, teški slučajevi zahtijevaju agresivnije liječenje, kao što je kapanje umjetnih suza deset do dvanaest puta na dan. Gušće umjetne suze mogu se koristiti u težim slučajevima; loše im je svojstvo to što izazivaju privremeno zamućenje vida.

### Mjere opreza
Kapi koje se koriste za liječenje crvenih očiju mogu učiniti oči još sušima. Razlog je taj što sastojci koji stiskaju krvne žilice spojnice i „izbjeljuju“ oko, takozvani vazokonstriktori, ujedno smanjuju lučenje suza. 
Kod nošenja mekih i polutvrdih kontaktnih leća treba koristiti posebne kapi za leće, jer neke vrste kapi mogu sadržavati sastojke koji oštećuju kontaktne leće.

## Sporedni učinci, interakcije i kontraindikacije
Mogući neželjeni učinci karboksimetil-celuloze i drugih sličnih lubrikanata su bol u oku, iritacija, produženo crvenilo i smetnje vida. Pojavi li se neki od ovih učinaka, trebalo bi prestati koristiti umjetne suze koje su ih izazvale. Neželjeni učinci hidroksipropil-celuloze su hiperemija, fotofobija, ljepljivost trepavica, nelagoda i nadražaj oka. Dugotrajna upotreba konzervansa prisutnih u nekim umjetnim suzama može naštetiti očima.
Umjetne suze za sad nemaju prijavljenih interakcija s drugim lijekovima. Jedina dokumentirana kontraindikacija za primjenu umjetnih suza je preosjetljivost na neki od njihovih sastojaka.

## Upotreba u veterini
Umjetne suze su dio lokalne terapije suhog konjunktivitisa životinja, kao pasa, mačaka i konja.